# Serhiy Hayduk
Serhiy Anatóliovich Hayduk (en ucraniano: Гайдук Сергій Анатолійович) es un contraalmirante de Ucrania y el comandante de la Armada ucraniana.

## Crisis de Crimea
Hayduk fue nombrado comandante el 2 de marzo tras la deserción de Denís Berezovsky durante la crisis de Crimea de 2014. Berezovsky había sido despedido por "alta traición" tras cumplir un solo día como comandante.
El 3 de marzo de 2014, Berezovsky, junto con varios cosacos rusos, visitó oficiales de alto rango de la Armada ucraniana y les pidió que cambiasen la lealtad y el lado por las de las fuerzas armadas rusas en Crimea. Después de un discurso de Hayduk, todos los oficiales rechazaron la propuesta y comenzaron a cantar el himno de Ucrania. El 19 de marzo de 2014, las fuerzas prorrusas se hicieron cargo de la sede de la Armada de Ucrania en Sebastopol, y capturaron al que es comandante en jefe, Serhiy Hayduk siendo liberado poco después.